# Eloise Hawking
Eloise Hawking egy szereplő a Lost c. televíziós sorozatban.

## Életrajz
1954-ben a tinédzser Eloise a tüzes nyíl támadás után segédkezett Danék elfogásában végül odavezette Dant a Jugheadhez. Miután Eloise le akarta lőni Dant, Juliet és Sawyer ártalmatlanította őt, majd eltűntek az idővillanásban. 1977-ben először Erik említette akkor, amikor a fiatal Bent Richard Alperthez vitték. 
Amikor Dan a többiek táborában Eloise-szal akart beszélni és Alpertre célzott a pisztolyával akkor Eloise, rejtekéből lelőtte Dant, akinek utolsó szavai ezek voltak: „Te tudtad hogy ez fog történni, ezért küldtél ide. Én vagyok a fiad”. Később ő faggatta ki Jackéket, és ő két társával (Richarddal és Erikkel) elindultak a Jugheadhez, később jelen volt amikor Sayid lelőtte Eriket, amikor meg akarta akadályozni Kate-et, hogy elmenjen. Később ott volt a Jughead-nél és amikor ki akarták vinni a termounukleáris magot a csatornából, Eloise elindult volna de ekkor Richard leütötte pisztolyával.